# Галаші (Местійський муніципалітет)
Ґалаші (груз. გალაში) — село у громаді (темі) Бечо Местійського муніципалітету мхаре Самеґрело-Земо Сванеті Республіки Грузія.

## Географія
Село розташована в долині річки Долра, правої притоки річки Інґурі, між хребтами Балі та Мазірі, за 18 км (автомобільним шляхом) від даби Местії.

## Населення
За даними перепису населення 2014 року в селі мешкає 38 осіб.